# 재초 (연호)
재초(載初, 측천문자 : 𡕀𡔈, 690년 정월 ~ 9월)은 당나라(唐) 예종(睿宗) 이단(李旦)의 다섯번째 연호이자 측천무후(則天武后) 섭정 시기의 연호이다. 10개월 동안 사용하였다. 측천무후가 당나라의 황태후 신분으로서의 섭정할 때 사용한 마지막 연호이다. 이후, 측천무후가 직접 황제에 즉위하고 나서 국호를 주나라(周)로 고치고, 연호를 천수(天授)로 건원하게 된다.

## 개원
- 영창(永昌) 원년 정월(正月) 1일[1](689년 12월 18일)에 연호를 재초(載初)로 개원함.[2][3][4][5]

- 재초(載初) 원년 9월 9일[6](690년 10월 16일)에 무주 개국 후, 연호를 천수(天授)로 건원함.[2][3][4][5]

## 연대 대조표
| 재초 | 서기(西紀)              | 간지(干支) |
| 원년 | 689년 11월 ~ 690년 10월 | 경인(庚寅) |

## 삭일(1일)
| 재초 원년 (690년) | 삭일 (음력) | 율리우스력      |
| 정월 (11월)       | 경진 (庚辰) | 689년 12월 18일 |
| 납월 (12월)       | 기유 (己酉) | 690년 1월 16일  |
| 1월               | 기묘 (己卯) | 2월 15일        |
| 2월               | 무신 (戊申) | 3월 16일        |
| 3월               | 무인 (戊寅) | 4월 15일        |
| 4월               | 정미 (丁未) | 5월 14일        |
| 5월               | 병자 (丙子) | 6월 12일        |
| 6월               | 병오 (丙午) | 7월 12일        |
| 7월               | 을해 (乙亥) | 8월 10일        |
| 8월               | 갑진 (甲辰) | 9월 8일         |
| 9월               | 갑술 (甲戌) | 10월 8일        |
| 10월              | 갑진 (甲辰) | 11월 7일        |

## 같이 보기
- 중국의 연호 목록